# Salamandastron
Salamandastron (titre original : Salamandastron) est le cinquième tome de la série Rougemuraille de Brian Jacques. Publié en 1992, il fut traduit en français et découpé en quatre tomes : Ferrago l'Assassin, La Fièvre du fossé tari, Le Serpentissime et Mara de Rougemuraille.
Dans l'ordre chronologique de l'histoire, il est précédé par Joseph et suivi par Cluny le Fléau.
Une jeune femelle blaireau s'enfuit de Salamandastron avec sa meilleure amie pour échapper à l'autorité de son père adoptif, seigneur de la région. Or, la terrible belette Ferrago est bien décidée de prendre la cité des blaireaux avec son armée de vermines...